# Глубелька (озеро)

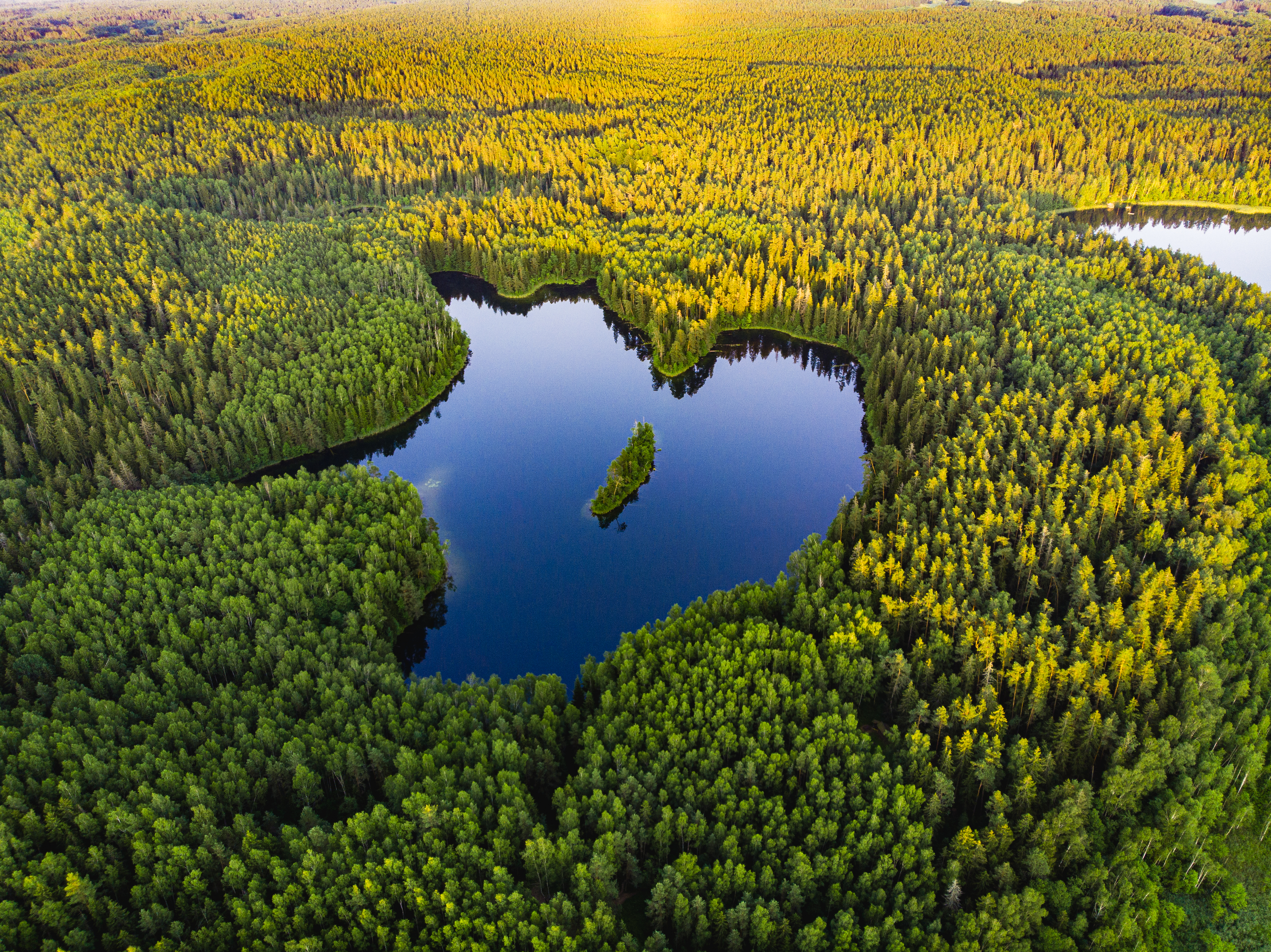
Вид сверху

Глубелька — озеро в Мядельском районе Минской области Беларуси, расположено в Нарочанском национальном парке вблизи деревни Ольшево, входит в группу озёр, именуемых Голубыми.
Площадь 0,09 км². Длина 0,52 км. Максимальная ширина 0,35 км. Максимальная глубина 17 м, средняя — 6,1 м.
Котловина чашеподобной формы. Склоны высотой 10 — 35 метров, покрытые сосновым лесом. В центре остров площадью 0,1 га. Впадает ручей из озера Ячменек, вытекает ручей в озеро Глубля. Озеро принадлежит бассейну реки Страча.
Вдоль берегов полоса растительности шириной 10 м. В озере отмечен редкий вид растения, занесённый в Красную книгу Республики Беларусь — меч-трава.